# INSA
INSA (viết tắt cho Institut National des Sciences Appliquées, tạm dịch Viện Quốc gia về Khoa học Ứng dụng) là một trường Grande École nổi tiếng ở Pháp với các chuyên ngành vật lý, hóa học, toán học, tin học và môi trường và đào tạo ra các kỹ sư.
Có 7 cơ sở INSA trên toàn nước Pháp và 1 cơ sở quốc tế tại nước ngoài (Maroc): INSA Centre Val De Loire, INSA de Rouen, INSA de Rennes, INSA de Lyon (lớn nhất), INSA de Toulouse, INSA de Strasbourg, INSA Hauts-de-France và INSA Euro-Mediterrannée. Các INSA ở Lyon và Strasbourg còn đào tạo ra các kiến trúc sư. Ngoài hệ thống các cơ sở chính thức, còn có hệ thống các trường cộng tác và các chi nhánh ở nước ngoài. 
Ở Việt Nam, INSA Centre Val de Loire có chi nhánh chính thức tại trường Đại học Sư phạm thuộc Đại học Huế, được thành lập chính thức vào tháng 4 năm 2019, sau 10 năm hợp tác đào tạo giữa các bên.

## Khóa học
Tất cả các khóa học kéo dài 2+3 năm. Năm 1 và 2, tất cả mọi sinh viên học chủ yếu về toán, vật lý, hóa học, và tin học. Đây là chương trình đào tạo đại cương cho kỹ sư. Sau đó, năm 3, 4 và 5, các sinh viên được đào tạo vào một chuyên môn. Có nhiều chuyên môn (khoảng 30) như cơ học, hóa học, toán, tin học...

## Sinh viên ngoại quốc
Các INSA đón tiếp nhiều sinh viên ngoại quốc.

## Học phí
Trước đây, do hầu hết các grande école đều được chính phủ tài trợ nên học viên chỉ tốn một khoảng phí ghi danh khoảng 473 euros/năm. Tuy nhiên, kể từ tháng 9 năm 2019, theo quy định mới của chính phủ Pháp, các trường INSA thu học phí ở mức 3.770 Euro/năm đối với sinh viên ngoài khối EU.